# Black Bowl 2019
Il Black Bowl 2019 è la 5ª edizione dell'omonimo torneo di football americano.

## Squadre partecipanti
| Club                                 | Città           | Stadio | Sponsor ufficiale | Risultato nella stagione 2018 |
| ------------------------------------ | --------------- | ------ | ----------------- | ----------------------------- |
| Cyborgs Obninsk                      | Obninsk         |        |                   |                               |
| Krasnodar Bisons                     | Krasnodar       |        |                   |                               |
| Lipetsk 48ers                        | Lipeck          |        |                   |                               |
| Moscow Black Storm                   | Mosca           |        |                   |                               |
| Moscow Dragons                       | Mosca           |        |                   |                               |
| Moscow United                        | Mosca           |        |                   |                               |
| Petrozavodsk Karelian Gunners        | Petrozavodsk    |        |                   |                               |
| Podolsk Vityaz                       | Podol'sk        |        |                   |                               |
| Sankt Petersburg MČS University Team | San Pietroburgo |        |                   |                               |
| Spartak Moskva                       | Mosca           |        |                   |                               |
| Tula Tarantula/ Bryansk Robbers      | Tula/Brjansk    |        |                   |                               |
| Vologda Vikings                      | Vologda         |        |                   |                               |
| Voronezh Mighty Ducks                | Voronež         |        |                   |                               |

## Stagione regolare

### Calendario

#### 1ª giornata
| Lipeck 4 maggio 2019 | Lipetsk 48ers | 6 – 42 (0-6 0-22 6-6 0-8) referto | Tula Tarantula/ Bryansk Robbers | Stadion Sokol |

| San Pietroburgo 4 maggio 2019 | Sankt Petersburg MČS University Team | 6 – 26 (0-6 0-6 0-6 6-8) referto | Podolsk Vityaz | Stadion v Pavlovskom Parke |

| Vologda 4 maggio 2019 | Vologda Vikings | 8 – 38 (0-15 0-6 8-3 0-14) referto | Petrozavodsk Karelian Gunners | Stadion Dinamo |

#### 2ª giornata
| Ramon' 11 maggio 2019 | Voronezh Mighty Ducks | 0 – 54 (0-7 0-21 0-6 0-20) referto | Krasnodar Bisons | Stadion Junost' |

| San Pietroburgo 12 maggio 2019 | Sankt Petersburg MČS University Team | 22 – 23 (8-0 0-0 8-17 6-6) referto | Moscow United | Stadion REP Holding |

| Zelenograd 12 maggio 2019 | Moscow Black Storm | 29 – 0 (7-0 10-0 6-0 6-0) referto | Cyborgs Obninsk | Stadio del Rugby |

#### 3ª giornata
| Zelenograd 18 maggio 2019, ore 18:00 | Spartak Moskva | 26 – 25 (7-12 6-7 7-0 6-6) referto | Moscow Dragons | Stadio del Rugby |

| Tula 18 maggio 2019 | Tula Tarantula /Bryansk Robbers | 22 – 6 (0-0 9-0 6-6 7-0) referto | Lipetsk 48ers |  |

#### 4ª giornata
| San Pietroburgo 25 maggio 2019 | Sankt Petersburg MČS University Team | 18 – 31 (0-12 0-6 6-7 12-6) referto | Petrozavodsk Karelian Gunners |  |

| Mosca 25 maggio 2019 | Moscow Black Storm | 29 – 28 (26-0 0-13 0-7 3-8) referto | Voronezh Mighty Ducks | Stadion Čajka |

| Vologda 26 maggio 2019 | Vologda Vikings | 19 – 18 (13-0 0-6 6-0 0-12) referto | Moscow United |  |

#### 5ª giornata
| Podol'sk 1º giugno 2019, ore 11:00 | Podolsk Vityaz | 7 – 30 (7-0 0-6 0-14 0-10) referto | Spartak Moskva | Stadion Planeta |

#### 6ª giornata
| San Pietroburgo 8 giugno 2019 | Petrozavodsk Karelian Gunners | 51 – 16 (6-16 16-0 15-0 14-0) referto | Cyborgs Obninsk | Stadion Nevskij Zavod |

| Ramon' 8 giugno 2019 | Voronezh Mighty Ducks | 40 – 6 (6-6 20-0 8-0 6-0) referto | Lipetsk 48ers | Stadion Junost' |

| San Pietroburgo 8 giugno 2019 | Sankt Petersburg MČS University Team | 34 – 27 referto | Vologda Vikings | Stadion Nevskij Zavod |

| Zelenograd 8 giugno 2019, ore 16:00 | Moscow Black Storm | 14 – 29 (0-7 7-7 0-15 7-0) referto | Moscow United | Stadio del Rugby |

| Tula 8 giugno 2019 | Tula Tarantula /Bryansk Robbers | 8 – 24 (0-0 0-13 0-3 8-7) referto | Krasnodar Bisons |  |

#### 7ª giornata
| Podol'sk 15 giugno 2019 | Podolsk Vityaz | 19 – 12 (0-6 10-0 9-0 0-6) referto | Moscow Dragons | Stadion Planeta |

#### 8ª giornata
| Mosca 22 giugno 2019, ore 12:00 | Spartak Moskva | 50 – 14 (6-8 8-0 23-6 13-0) referto | Tula Tarantula/ Bryansk Robbers | Stadion Fili |

| Vologda 22 giugno 2019 | Vologda Vikings | 50 – 12 (21-6 7-6 22-0 0-0) referto | Sankt Petersburg MČS University Team | Stadion Dinamo |

| Zelenograd 22 giugno 2019 | Moscow United | 51 – 0 (17-0 21-0 0-0 13-0) referto | Moscow Black Storm | Stadio del Rugby |

#### 9ª giornata
| Lipeck 29 giugno 2019 | Lipetsk 48ers | 0 – 21 (a tavolino) referto | Krasnodar Bisons |  |

| Korolëv 29 giugno 2019, ore 15:00 | Moscow Dragons | 19 – 14 (7-0 12-0 0-0 0-14) referto | Podolsk Vityaz | Stadion Čajka |

#### 10ª giornata
| Petrozavodsk 6 luglio 2019 | Petrozavodsk Karelian Gunners | 45 – 0 (7-0 10-0 12-0 16-0) referto | Sankt Petersburg MČS University Team |  |

#### 11ª giornata
| Mosca 13 luglio 2019 | Spartak Moskva | 43 – 6 (22-6 14-0 7-0 0-0) referto | Podolsk Vityaz | SK Saljut-Geraklion |

| Vologda 14 luglio 2019, ore 13:30 | Vologda Vikings | 19 – 38 (0-13 6-11 7-14 6-0) referto | Moscow Dragons | Stadion Dinamo |

| Malojaroslavec 14 luglio 2019, ore 18:30 | Cyborgs Obninsk | 8 – 34 (0-7 0-13 8-7 0-7) referto | Moscow United | Stadion Junost' |

#### 12ª giornata
| Petrozavodsk 27 luglio 2019 | Petrozavodsk Karelian Gunners | 21 – 0 (a tavolino) referto | Moscow Black Storm |  |

| Podol'sk 27 luglio 2019 | Podolsk Vityaz | 18 – 7 (8-0 7-0 0-7 3-0) referto | Krasnodar Bisons | Stadion Planeta |

| Zelenograd 28 luglio 2019 | Moscow United | 53 – 0 (27-0 6-0 12-0 8-0) referto | Cyborgs Obninsk | Stadio del Rugby |

| Mosca 28 luglio 2019, ore 16:00 | Moscow Dragons | 10 – 41 (0-14 3-7 7-6 0-14) referto | Spartak Moskva | Stadion MVA |

#### 13ª giornata
| Brjansk 3 agosto 2019 | Tula Tarantula /Bryansk Robbers | 14 – 8 (8-0 6-8 0-0 0-0) referto | Voronezh Mighty Ducks |  |

| San Pietroburgo 4 agosto 2019 | Petrozavodsk Karelian Gunners | 40 – 13 (0-0 19-6 0-7 21-0) referto | Vologda Vikings | Stadion Nevskij Zavod |

#### 14ª giornata
| Mosca 10 agosto 2019, ore 17:00 | Moscow Dragons | 12 – 13 (d.t.s.) (0-0 6-6 0-0 0-0 6-7) referto | Krasnodar Bisons | Stadion MVA |

| Kaluga 11 agosto 2019 | Cyborgs Obninsk | 30 – 34 (8-7 8-21 8-0 6-6) referto | Moscow Black Storm | Arena Annenki |

#### 15ª giornata
| Ramon' 17 agosto 2019 | Voronezh Mighty Ducks | 0 – 18 (0-6 0-0 0-6 0-6) referto | Tula Tarantula/ Bryansk Robbers | Stadion Junost' |

#### 16ª giornata
| Malojaroslavec 24 agosto 2019 | Cyborgs Obninsk | 21 – 0 (a tavolino) referto | Lipetsk 48ers | Stadion Junost' |

| Krasnodar 24 agosto 2019 | Krasnodar Bisons | 6 – 50 (0-14 0-20 6-6 0-10) referto | Spartak Moskva | Baza FK Kuban' |

#### Recuperi 1
| Lipeck 31 agosto 2019 | Lipetsk 48ers | 0 – 21 (a tavolino) referto | Voronezh Mighty Ducks |  |

### Classifiche
Le classifiche della regular season sono le seguenti.
- PCT = percentuale di vittorie, G = partite giocate, V = partite vinte,  P = partite perse, PF = punti fatti, PS = punti subiti

#### Generale
| Pos. | Squadra                              | PCT   | G | V | N | P | PF  | PS  |
| ---- | ------------------------------------ | ----- | - | - | - | - | --- | --- |
| 1    | Spartak Moskva                       | 1.000 | 6 | 6 | 0 | 0 | 240 | 68  |
| 2    | Petrozavodsk Karelian Gunners        | 1.000 | 6 | 6 | 0 | 0 | 226 | 55  |
| 3    | Moscow United                        | .833  | 6 | 5 | 0 | 1 | 208 | 63  |
| 4    | Krasnodar Bisons                     | .667  | 6 | 4 | 0 | 2 | 125 | 88  |
| 5    | Tula Tarantula/ Bryansk Robbers      | .667  | 6 | 4 | 0 | 2 | 118 | 94  |
| 6    | Podolsk Vityaz                       | .500  | 6 | 3 | 0 | 3 | 90  | 117 |
| 7    | Moscow Black Storm                   | .500  | 6 | 3 | 0 | 3 | 106 | 159 |
| 8    | Moscow Dragons                       | .333  | 6 | 2 | 0 | 4 | 116 | 132 |
| 9    | Voronezh Mighty Ducks                | .333  | 6 | 2 | 0 | 4 | 97  | 121 |
| 10   | Vologda Vikings                      | .333  | 6 | 2 | 0 | 4 | 136 | 180 |
| 11   | Sankt Petersburg MČS University Team | .167  | 6 | 1 | 0 | 5 | 92  | 202 |
| 12   | Cyborgs Obninsk                      | .167  | 6 | 1 | 0 | 5 | 75  | 201 |
| 13   | Lipetsk 48ers                        | .000  | 6 | 0 | 0 | 6 | 18  | 167 |

#### Girone Nord
| Pos. | Squadra                              | PCT   | G | V | N | P | PF  | PS  |
| ---- | ------------------------------------ | ----- | - | - | - | - | --- | --- |
| 1    | Petrozavodsk Karelian Gunners        | 1.000 | 6 | 6 | 0 | 0 | 226 | 55  |
| 2    | Vologda Vikings                      | .333  | 6 | 2 | 0 | 4 | 136 | 180 |
| 3    | Sankt Petersburg MČS University Team | .167  | 6 | 1 | 0 | 5 | 92  | 202 |

#### Girone Est
| Pos. | Squadra        | PCT   | G | V | N | P | PF  | PS  |
| ---- | -------------- | ----- | - | - | - | - | --- | --- |
| 1    | Spartak Moskva | 1.000 | 6 | 6 | 0 | 0 | 240 | 68  |
| 2    | Podolsk Vityaz | .500  | 6 | 3 | 0 | 3 | 90  | 117 |
| 3    | Moscow Dragons | .333  | 6 | 2 | 0 | 4 | 116 | 132 |

#### Girone Sud
| Pos. | Squadra                         | PCT  | G | V | N | P | PF  | PS  |
| ---- | ------------------------------- | ---- | - | - | - | - | --- | --- |
| 1    | Tula Tarantula/ Bryansk Robbers | .667 | 6 | 4 | 0 | 2 | 118 | 94  |
| 2    | Voronezh Mighty Ducks           | .333 | 6 | 2 | 0 | 4 | 97  | 121 |
| 3    | Lipetsk 48ers                   | .000 | 6 | 0 | 0 | 6 | 18  | 167 |

#### Girone Ovest
| Pos. | Squadra            | PCT  | G | V | N | P | PF  | PS  |
| ---- | ------------------ | ---- | - | - | - | - | --- | --- |
| 1    | Moscow United      | .833 | 6 | 5 | 0 | 1 | 208 | 63  |
| 2    | Moscow Black Storm | .500 | 6 | 3 | 0 | 3 | 106 | 159 |
| 3    | Cyborgs Obninsk    | .167 | 6 | 1 | 0 | 5 | 75  | 201 |

#### Indipendente
| Pos. | Squadra          | PCT  | G | V | N | P | PF  | PS |
| ---- | ---------------- | ---- | - | - | - | - | --- | -- |
| 1    | Krasnodar Bisons | .667 | 6 | 4 | 0 | 2 | 125 | 88 |

## Playoff

### Tabellone
|  | Wild Card | Wild Card                       | Wild Card                     |                                 |                | Semifinali     | Semifinali     | Semifinali |  |  | Finale | Finale | Finale |  |
|  |           |                                 |                               |                                 |                |                |                |            |  |  |        |        |        |  |
|  |           |                                 |                               |                                 |                | 1              | Spartak Moskva | 36         |  |  |        |        |        |  |
|  |           |                                 |                               |                                 |                | 1              | Spartak Moskva | 36         |  |  |        |        |        |  |
|  |           |                                 |                               | Tula Tarantula/ Bryansk Robbers | 0              |                |                |            |  |  |        |        |        |  |
|  | 4         | Krasnodar Bisons                | 8                             | Tula Tarantula/ Bryansk Robbers | 0              |                |                |            |  |  |        |        |        |  |
|  | 4         | Krasnodar Bisons                | 8                             |                                 |                |                |                |            |  |  |        |        |        |  |
|  | 5         | Tula Tarantula/ Bryansk Robbers | 12                            |                                 |                |                |                |            |  |  |        |        |        |  |
|  | 5         | Tula Tarantula/ Bryansk Robbers | 12                            |                                 | Spartak Moskva | Spartak Moskva | 14             |            |  |  |        |        |        |  |
|  |           |                                 |                               |                                 |                |                |                |            |  |  |        |        |        |  |
|  |           |                                 | Petrozavodsk Karelian Gunners | Petrozavodsk Karelian Gunners   | 6              |                |                |            |  |  |        |        |        |  |
|  |           |                                 |                               | Petrozavodsk Karelian Gunners   | 6              |                |                |            |  |  |        |        |        |  |
|  |           |                                 |                               |                                 |                |                |                |            |  |  |        |        |        |  |
|  |           |                                 |                               |                                 |                |                |                |            |  |  |        |        |        |  |
|  |           | 2                               | Petrozavodsk Karelian Gunners | 17                              |                |                |                |            |  |  |        |        |        |  |
|  |           |                                 |                               | 17                              |                |                |                |            |  |  |        |        |        |  |
|  |           |                                 |                               | Podolsk Vityaz                  | 7              |                |                |            |  |  |        |        |        |  |
|  | 3         | Moscow United                   | 13                            | Podolsk Vityaz                  | 7              |                |                |            |  |  |        |        |        |  |
|  | 3         | Moscow United                   | 13                            |                                 |                |                |                |            |  |  |        |        |        |  |
|  | 6         | Podolsk Vityaz                  | 17                            |                                 |                |                |                |            |  |  |        |        |        |  |

### Wild Card
| Krasnodar 7 settembre 2019 | Krasnodar Bisons | 8 – 12 (6-0 0-6 2-0 0-6) referto | Tula Tarantula/ Bryansk Robbers |  |

| Zelenograd 7 settembre 2019 | Moscow United | 13 – 17 (0-0 3-3 7-7 3-7) referto | Podolsk Vityaz | Stadio del Rugby |

### Semifinali
| Mosca 21 settembre 2019, ore 15:00 | Spartak Moskva | 36 – 0 (10-0 14-0 6-0 6-0) referto | Tula Tarantula/ Bryansk Robbers | SK Saljut-Geraklion |

| Petrozavodsk 22 settembre 2019 | Petrozavodsk Karelian Gunners | 17 – 7 (0-0 0-7 0-0 17-0) referto | Podolsk Vityaz | Stadion Spartak |

### V Finale Black Bowl
| Mosca 6 ottobre 2019, ore 16:00 | Spartak Moskva | 14 – 6 (7-0 7-0 0-6 0-0) referto | Petrozavodsk Karelian Gunners | SK Saljut-Geraklion |

## Verdetti
- Spartak Moskva Vincitori del Black Bowl 2019